# Tour Sutro
La tour Sutro, en anglais Sutro Tower, est une tour-antenne située sur le Mont Sutro, à l'ouest de San Francisco dans l'État de Californie. Sa construction en 1971 suscita de nombreuses controverses. Ses partisans mettaient en avant le fait que la réception des émissions par les San-Franciscains était perturbée par les nombreuses collines de la ville. Il existait des antennes dans la baie au Mont Allison, au Monument Peak et au Mont Diablo. Elle tire son nom d'Adolph Sutro, bienfaiteur de la ville et maire entre 1895 et 1897.

## Histoire
La tour fut achevée en 1973 et la première transmission eut lieu le jour de la fête nationale. Les fondations nécessitèrent quelque 6 800 tonnes de béton. La tour elle-même pèse 1700 tonnes, mesure 298 mètres de hauteur et est capable de résister aux séismes. Elle est utilisée par 10 chaînes de télévision analogique, 11 chaînes numériques et quatre stations de radio FM. La tour appartient à Sutro Tower Inc., qui appartient elle-même à quatre chaînes de télévision : KTVU, KRON, KPIX et KGO-TV.
La tour Sutro était la plus grande structure de San Francisco, jusqu’à l’achèvement de la tour Salesforce, un gratte-ciel du quartier des affaires qui la dépasse de 28 mètres. Néanmoins, elle se trouve sur l'une des plus hautes collines de la ville, si bien qu'elle domine toute la baie de San Francisco. Une plate-forme est aménagée au pied de la tour qui permet aux visiteurs d'avoir une vue panoramique sur la ville et sa région.

## Dans la culture
Elle apparaît dans le jeu vidéo Grand Theft Auto: San Andreas sous le nom de Missionary Hill Radio Tower, ainsi que dans le jeu Watch Dogs 2 sous le nom de Sutro Tower.

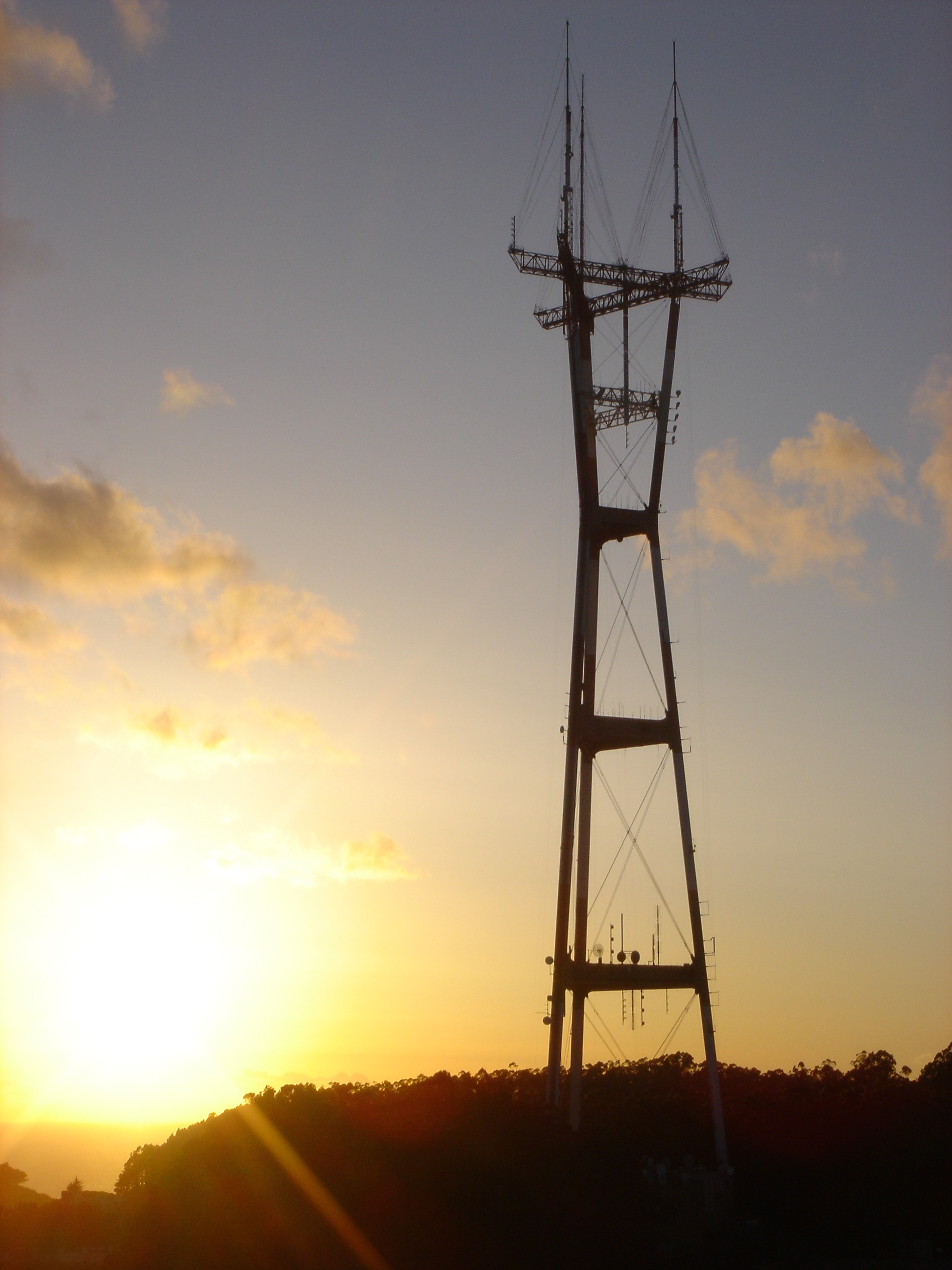
La tour au lever du soleil.